# Yogyakartai szultáni palota
A yogyakartai szultáni palota (indonéz nyelven: Keraton Ngayogyakarta Hadiningrat) az indonéziai Yogyakarta egyik nevezetes épületegyüttese. Amellett, hogy itt lakik a yogyakartai szultán, fontos turistalátványosság is.

## Története
A palota története az 1755-ös giyanti szerződéssel kezdődött, amelynek során a Matarami Szultánságot felosztották III. Pakubuwono és az ezáltal yogyakartai szultánná váló I. Hamengkubuwono között: így alakult meg a Yogyakartai Szultánság, amelynek új uralkodója egy új palotát kezdett építtetni magának. Helyszínül egy árvízveszélytől mentes banyánerdőt választottak ki két folyó között. A mai komplexum legnagyobb részét VIII. Hamengkubuwono szultán építtette 1921 és 1939 közötti uralkodásának idején. 1876-ban és 2006-ban földrengések okoztak jelentős károkat az épületekben, de mindannyiszor kijavították és újjáépítették őket.

## Leírás
Bár a Jáva szigetének középső részén, Yogyakarta városában elhelyezkedő épületegyüttesben megjelennek holland, portugál, kínai és iszlám eredetű stílusjegyek is, többségében hagyományos jávai stílusban épült, és számos elemében a jávai szimbolikához és hitvilághoz kötődik. Már az sem véletlen, hogy a főépület észak felé, a Merapi tűzhányó felé néz, míg a déli homlokzat az Indiai-óceán felé, amelyről azt tartják, a „déltengerek királynőjének”, Kanjeng Ratu Loro Kidulnak a lakhelye, akit egyúttal a szultán mitikus házastársának is tekintenek.
A hatalmas kiterjedésű palotaegyüttes hét fő komplexumból, zónából áll, amelyeket kapuk választanak el egymástól: ezek a Kedhaton (maga a fő palota zónája), a Siti Hinggil Ler (az északi csarnok), a Kamandhungan Ler, a Sri Manganti, a Kamagangan, a Kamandhungan Kidul és a Siti Hinggil Kidul (a déli csarnok). Az északi és a déli csarnok a „legmagasabb szintű” részek közé tartozik, itt szokták tartani a hivatalos ünnepségeket, például a koronázást.
A főépület északi homlokzata előtt egy négyzet alakú, majdnem üres teret alakítottak ki (az Alun-alun Lort), amelynek közepén két banyánfa áll, amelyeknek még külön nevet is adtak: Kyai Dewandaru és Kyai Wijayandaru. Az épületegyüttes déli végén, körülbelül 700 méterre ettől a tértől egy másik, hasonló tér helyezkedik el, az Alun-alun Kidul, szintén két banyánfával a közepén. Ehhez a helyhez kapcsolódik az úgynevezett masangin hagyomány, amelynek neve valószínűleg az masuk diantara beringin rövidítése. Ez annyit tesz: „belépés a banyánok közé”, és arról szól, hogy a próbán részt vevő személynek bekötött szemmel végig kell mennie a tér két „szent” banyánfája között. Ha ez sikerül, akkor az illetőre úgy tekintenek, mint akinek tiszta a szíve, és akinek bármelyik kívánsága teljesül.
A palotaegyüttes nagy számú turistát is vonz. Számukra hétvégente táncos és zenés (gamelán) előadásokat tartanak, valamint megtekinthetik a wayang kulit nevű bábárnyjáték-előadást is. Látogatható több múzeum is, többek között a IX. Hamengkubuwono Múzeum, ahol az uralkodó tárgyai tekinthetők meg, de van festményeket, királyi jelvényeket és királyi kocsikat bemutató kiállítás is.
Délutánonként, amikor a látogatók előtt már bezárták a palotát, gyakran feltűnnek hagyományos ruházatba öltözött nők, akik vízzel és virágokkal szórják meg az oszlopokat, illetve tömjént égetnek, hogy ezekkel a szertartásokkal megtisztítsák a palotát a tisztátalan szándékoktól és a gonosz lelkektől.

## Képek

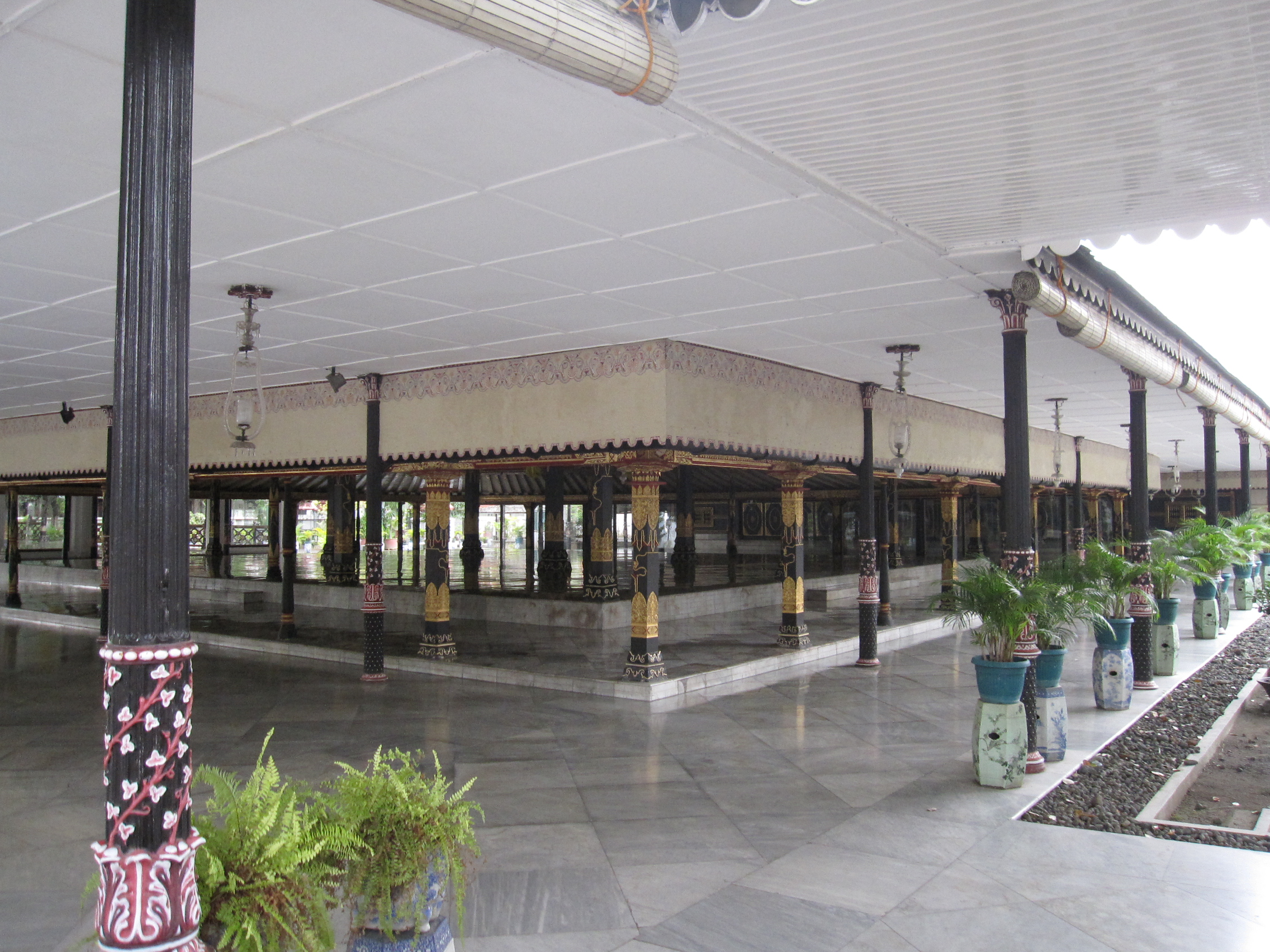
Részlet a palotából
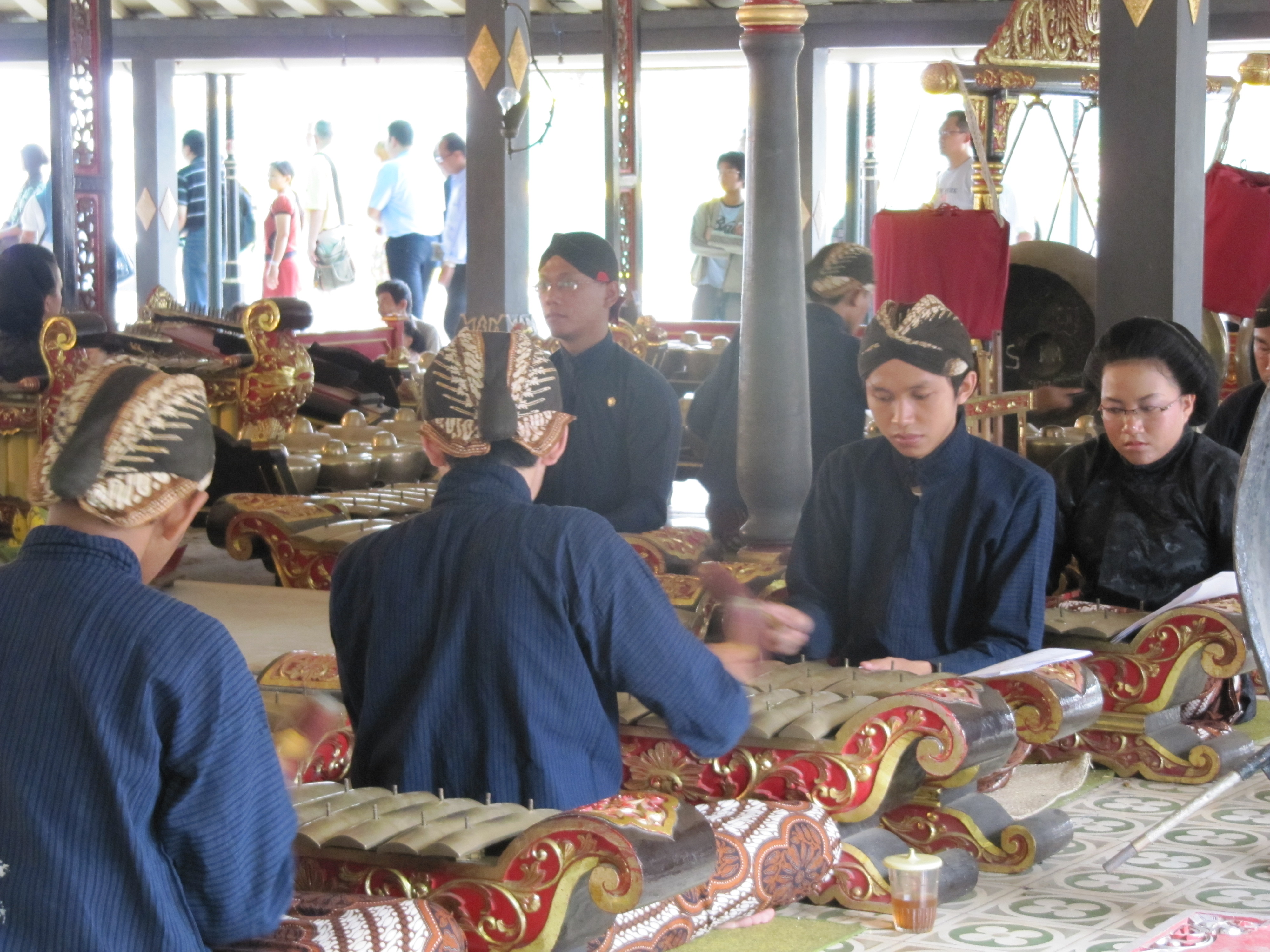
Gamelánelőadás
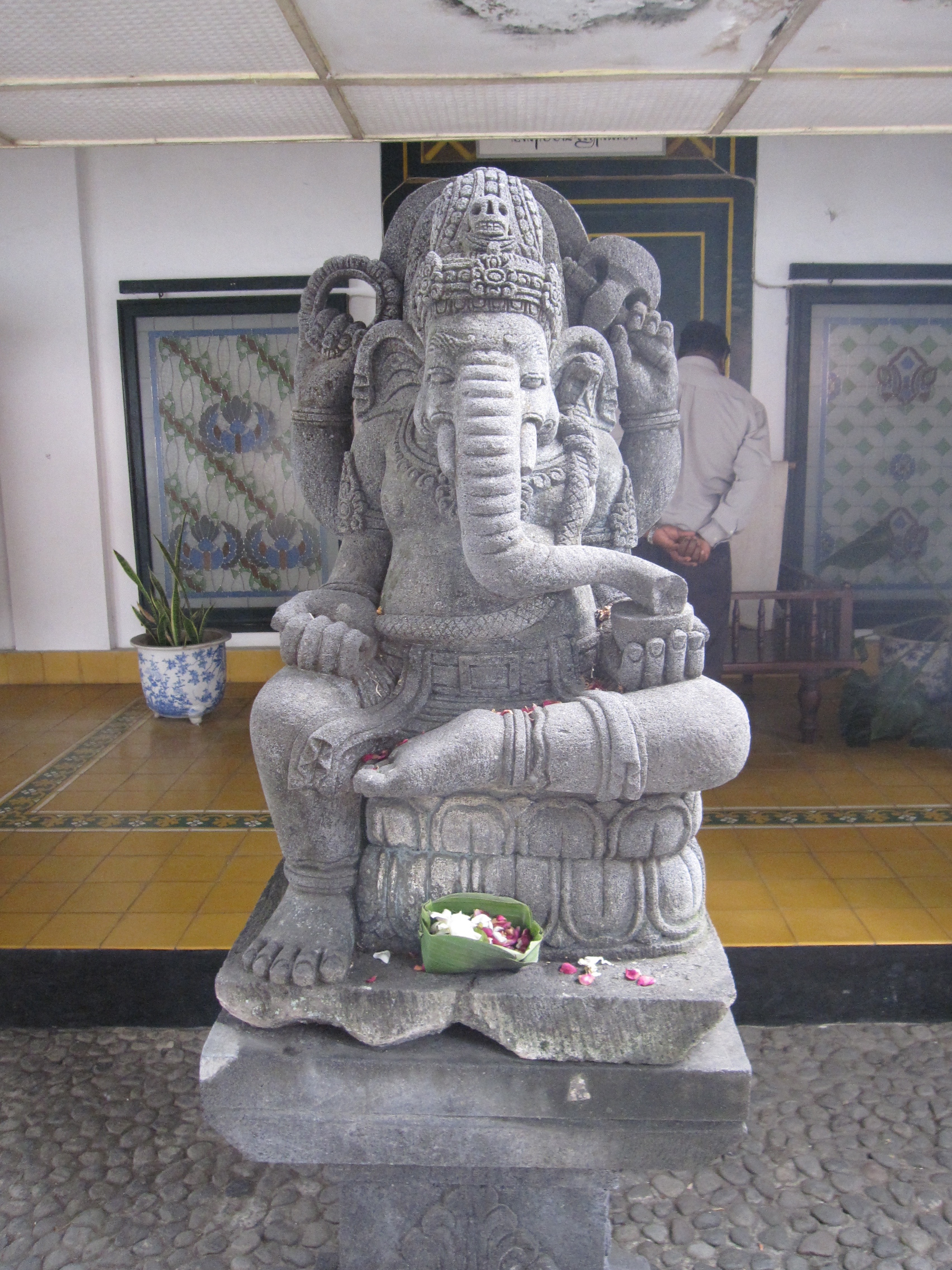
Ganésa-szobor
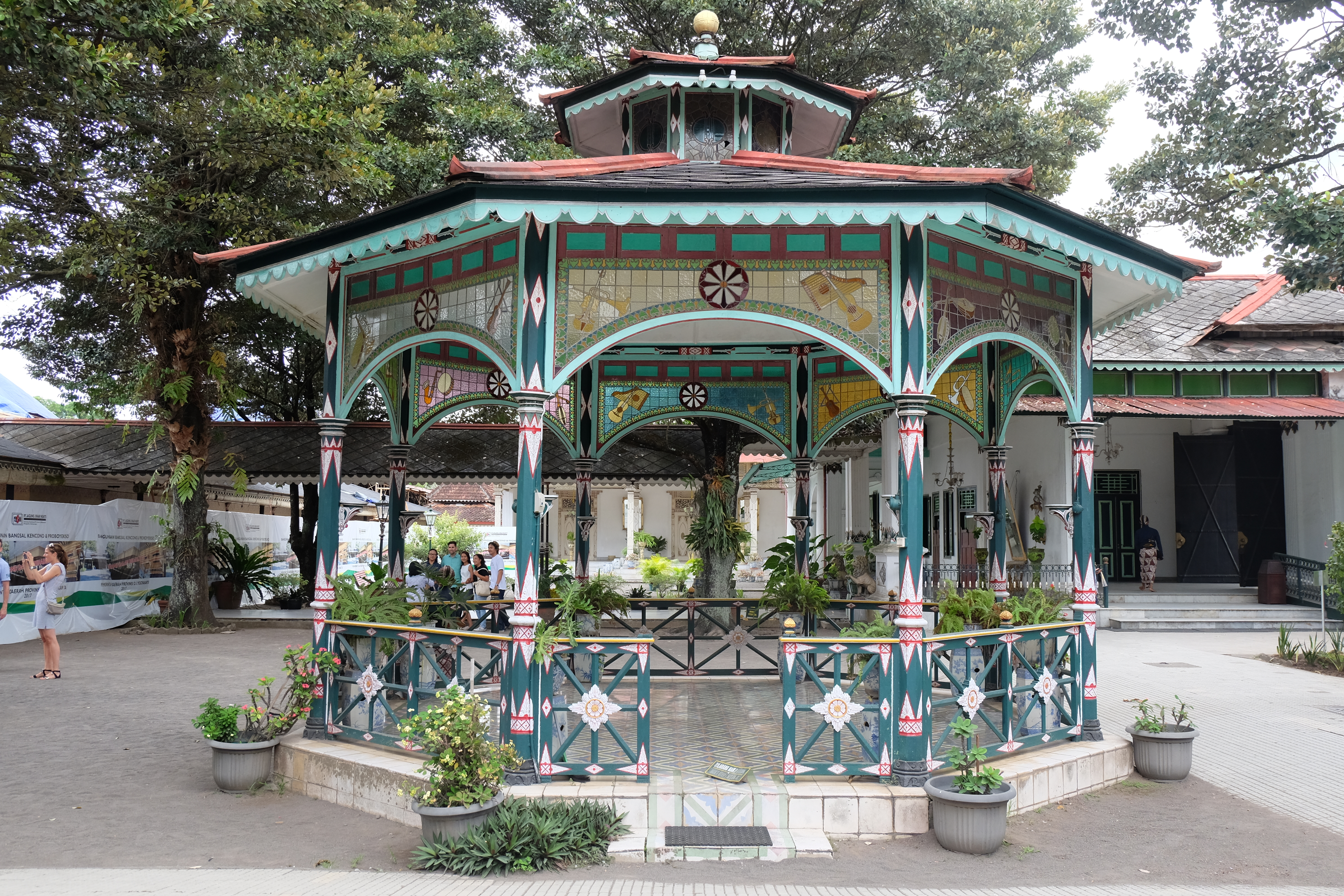
Pavilon a palotakertben